# Prvenstvo Anglije 1893
Prvenstvo Anglije 1893 v tenisu.

## Moški posamično
Joshua Pim :  Wilfred Baddeley, 3-6 6-1 6-3 6-2

## Ženske posamično
Lottie Dod :  Blanche Bingley Hillyard, 6-8, 6-1, 6-4

## Moške dvojice
Joshua Pim /  Frank Stoker :  Ernest Lewis /  Harold Barlow, 4–6, 6–3, 6–1, 2–6, 6–0